# Veterný vrch (geomorfologický podcelek)
Veterný vrch je geomorfologický podcelek Spišské Magury. Nejvyšším bodem je stejnojmenný vrch s výškou (1111 m n. m.)

## Vymezení
Podcelek zabírá východní část pohoří a ze severu je vymezen státní hranicí s Polskem. Spišská Magura pokračuje západním směrem od Magurského sedla podcelkem Repiská. Jižním směrem území klesá do Popradské kotliny (podcelek Podtatranské kotliny), jihovýchodně odděluje řeka Poprad Levočské vrchy s podcelkem Levočská vrchovina. Východním směrem se otevírá Spišsko-šarišské medzihorie s Ľubovňanskou kotlinou a severovýchodním směrem navazují Pieniny. 

## Dělení
- Staroveská kotlina
- Ružbašské predhorie

## Vybrané vrcholy
- Veterný vrch (1111 m n. m.) - nejvyšší vrch podcelku
- Špičák (1051 m n. m.)
- Grúň (1038 m n. m.)
- Zbojnický stol (1020 m n. m.)
- Kvasník (1019 m n. m. )

## Chráněná území
Území ležící severně od hlavního hřebene je součástí ochranného pásma Pieninského národního parku. Z maloplošných území zde leží přírodní památka Jeskyně v Čube a Jeskyně v Skalke. 

## Turismus
Hřebenem pohoří vede přes Magurské sedlo až do Vyšných Ružbách  modře značený turistický chodník, který křižuje několik značených stezek. Turisticky nejvíce navštěvované jsou Vyšné Ružbachy a okolí obce Červený Kláštor, kde začíná atraktivní Prielom Dunajca.